# Rae Burrell
Rae Marie Burrell (Las Vegas, 21 giugno 2000) è una cestista statunitense.

## Carriera
È stata selezionata dalle Los Angeles Sparks al secondo giro del Draft WNBA 2022 (9ª scelta assoluta).